# Цзюйлан-1
Цзюйлан-1 (кит. трад. 巨浪一號, упр. 巨浪一号, пиньинь Jù làng yī hào, палл. Цзюй лан и хао, буквально Большая волна-1, в иностранной печати — JL-1) — первая китайская баллистическая ракета подводных лодок (БРПЛ), размещаемая на АПЛ проекта 092 «Ся». 
Является двухступенчатой твердотопливной ракетой средней дальности с моноблочной головной частью в ядерном снаряжении.

## История

### Развитие технологий РДТТ
В КНР исследования по применению твердотопливных технологий в ракетной технике были начаты ещё в 1956 году, по предложению «отца китайского ракетостроения» Цянь Сюэсеня.
К 1960 году промышленность КНР была способна изготавливать твердотопливные ракеты только малого диаметра (65 и 107 мм), но уже к 1965 году в Китае были успешно испытаны 300-мм РДТТ. В августе 1965 года премьер Госсовета КНР Чжоу Эньлай подписал приказ о начале разработки технологий ракет на твёрдом топливе, для чего в 4-й космической академии была сформирована проектная группа, предложившая разработку одноступенчатой твердотопливной баллистической ракеты «Дунфэн-61» (DF-61) с РДТТ большого диаметра (1400 мм). Такой двигатель был успешно создан в Китае к декабрю 1966 года, а это говорило о том, что КНР стал обладателем необходимых для разработки твердотопливных ракет технологий.

### Разработка БРПЛ
Собственно НИОКР по проекту создания твердотопливной баллистической ракеты подводного базирования были начаты в марте 1967 года, когда в НОАК было принято решение о строительстве первой китайской атомной ракетной подводной лодки проекта 092. При этом, НОАК отказывается от дальнейших работ по одноступенчатой DF-61 и инициирует разработку двухступенчатой твердотопливной ракеты «Цзюйлан-1» (JL-1), предполагающей большую дальность действия, но являющейся технологически более сложной. Предложенный 4-й академией проект ракеты был одобрен ВМС НОАК в октябре 1967 года, а технические требования на неё были выпущены в 1968 году. В 1970 году Хуан Вэйлу (кит. упр. 黄纬禄, пиньинь Huáng Wěilù, род. 1916) был назначен главным конструктором по JL-1, а его заместителем — академик Чэнь Дэжэнь (кит. упр. 陈德仁, пиньинь Chén Dérén, 1922—2007). В том же году, 4-я академия, ведущая разработку БРПЛ, сосредотачивает усилия на развитии технологий твердотопливных ракетных двигателей, а ведение проекта БРПЛ переводится из 4-й в 1-ю космическую академию.
Руководством проекта «Цзюйлан-1» было принято решение об использовании т. н. «холодного старта» — миномётного старта ракеты с использованием аккумулятора давления. Для того чтобы проверить механизм подводного старта, команда конструкторов несколько сотен раз провела моделирование в бассейне процесса пуска с использованием масштабных макетов ракеты. В октябре 1972 года, был успешно выполнен бросковый пуск полноразмерного макета с подводной лодки проекта 031 — дизель-электрической подводной лодки имеющий бортовой номер «200».
К концу 1970-х годов, КНР добилась прорыва в ряде связанных с БРПЛ технологий, таких как:
- создание облегчённой ядерной боеголовки (массой в 600—700 кг), разрабатывавшейся в 14-м ядерном институте;
- создание системы управления, разработанной 717-м кораблестроительным институтом;
- создание бортового компьютера (БЦВМ), разработанного 771-м космическим институтом;
- ракетного двигатель твёрдого топлива, подготовленный 4-й космической академией;
- пусковая установка, разработанная 701-м кораблестроительным институтом;
- инерциальная, астрономическая и спутниковая системы наведения, разработанные 707 кораблестроительным институтом;

Прототип БРПЛ был собран на 211-м и 307-м заводах.

### Испытания
Испытания ракеты предполагалось провести в три этапа:
- Этап 1 — наземные пуски со стартовой площадки,
- Этап 2 — наземные пуски со стенда моделирующего пусковую шахту ПЛ,
- Этап 3 — подводные пуски с подводной лодки.

Строительство испытательной площадки для БРПЛ с подводными коммуникациями, наблюдательными объектами и наземными сооружениями систем внешнетраекторных измерений и телеметрии было завершено в начале 1980-х.
17 июня 1981 года был проведен первый успешный испытательный пуск ракеты «Цзюйлан-1» с наземной стартовой площадки на территории Северной ракетной испытательной базы (Учжайский ракетный испытательный центр), а в январе и апреле 1982 года проведены два успешных запуска с наземного шахтного стенда.
12 октября 1982 года выполнен первый пуск с дизельной подводной лодки проекта 629А № 208 из надводного положения. Сборка ракет осуществлялась на заводе № 307 (Nanjing Dawn Group llc, кит. 南京晨光集团有限责任公司).
| Перечень пусков «Цзюйлан-1» | Перечень пусков «Цзюйлан-1» | Перечень пусков «Цзюйлан-1» | Перечень пусков «Цзюйлан-1» | Перечень пусков «Цзюйлан-1»                          | Перечень пусков «Цзюйлан-1»                                        | Перечень пусков «Цзюйлан-1» |
| № пуска                     | Дата и время                | Место пуска                 | Результат                   | Цель пуска                                           | Примечание                                                         |                             |
| --------------------------- | --------------------------- | --------------------------- | --------------------------- | ---------------------------------------------------- | ------------------------------------------------------------------ | --------------------------- |
| 1                           | 17 июня 1981                | Тайюань (Учжай)             | успешный                    | первый пуск ракеты с наземной стартовой площадки     |                                                                    |                             |
| 2                           | 7 января 1982               | Тайюань (Учжай)             | успешный                    | первый пуск с наземного шахтного стенда              |                                                                    |                             |
| 3                           | 22 апреля 1982              | Тайюань (Учжай)             | успешный                    | пуск с наземного шахтного стенда                     |                                                                    |                             |
| 4                           | 7 октября 1982              | Бохайский залив             | аварийный                   | первый подводный пуск с опытовой ПЛ проекта 031      | БРПЛ потеряла управление вскоре после подъема и была подорвана АПР |                             |
| 5                           | 12 октября 1982             | Бохайский залив             | успешный                    | подводный пуск с опытовой ПЛ проекта 031             |                                                                    |                             |
| 6                           | 28 сентября 1985            | Бохайский залив             | аварийный                   | первый пуск с ПЛАРБ «Чаньчжень-6» проекта 092 («Ся») |                                                                    |                             |
| 7                           | 15 сентября 1988            | Бохайский залив             | успешный                    | пуск со штатной ПЛАРБ «Чаньчжень-6» проекта 092      | первый успешный пуск со штатной ПЛ                                 |                             |
| 8                           | 27 сентября 1988            | Бохайский залив             | успешный                    | пуск со штатной ПЛАРБ «Чаньчжень-6» проекта 092      | второй успешный пуск со штатной ПЛ, завершивший разработку         |                             |

### Развёртывание
«Цзюйлан-1» впервые была развёрнута в 1986 году, на атомной подводной лодке проекта 092 «Чаньчжэнь-6», с бортовым номером 406, имеющей 12 шахтных пусковых установок.
В качестве наземного варианта «Цзюйлан-1» была разработана БРСД «Дунфэн-21».

## Модификации
- «Цзюйлан-1А» (JL-1A) — модификация ракеты с увеличенной до 2500 км дальностью.

## Тактико-технические характеристики
- Длина: 10,7 м
- Диаметр: 1,4 м (1,34)
- Стартовая масса: 14700 кг (13800[4] кг)
- Дальность:
  - JL-1 — 1700 км (2150[5] км)
  - JL-1A — 2500 км
- Боевая часть: моноблочная, ядерная
  - Мощность БЧ: ~200—300 кт (0,2—1 Мт)
  - Масса БЧ: до 600 кг
- Система управления: ИНС + астровизирование + ГНСС
- Точность (КВО): ~600 м (~1300[4] м)
- Максимальная глубина пуска: 25 м[4]